# 大連立
大連立（だいれんりつ）とは、議院内閣制の国家における連立政権（2つ以上の政党が連立して内閣を構成する政権）の特殊な一形態。国内の政権基盤を安定させることを主な目的に、議会第1党と議会第2党による連立政権を指す。

## 選挙制度以外の要因や誘因
二大政党と複数の小政党が議席を持っている場合、大政党は毎回の選挙において、単独で安定多数の議席を確保しようとする。二大政党の議席数が拮抗するなどして安定多数の獲得に失敗した場合、大政党はイデオロギーの似通った小政党と連立を組んで過半数を確保し与党になろうとする。通常、二大政党はイデオロギーや政策や支持基盤などが異なり、互いをライバル（あるいは政敵）であるとみなしており、両政党間が政権や政策の方向性で合意することは非常に困難である。これが大連立がめったに成立しない理由である。

### 非常時
しかし、普段は対立する大政党が互いと連立して共に内閣を作るほうが望ましいと考えるような政情になることもある。一つは戦争や大不況のような国家的危機であり、人々がイデオロギーの違いを超えて国家の統一や安定を望む場合に大連立（国民政府、挙国一致内閣）が成立しうる。特に危機に対する最善の政策について、各政党間で幅広い合意ができている場合は大連立は成立しやすい。また、こうした危機においては一党優位政党制の場合でも、主要政党と複数の小政党の間で大連立が成立する場合もある。国家の危機における挙国一致内閣の例としては第一次世界大戦時、および大恐慌から第二次世界大戦にかけてのイギリスがある。国家的危機で大連立を組むような場合、危機が終わった後にも大連立が続く事はまれである。

### 極右・極左の入閣阻止
大連立が成立する可能性のもう一つは勃興する小政党の脅威に対し、二大政党が互いのイデオロギーの共通性が多いことを認めるような場合である。たとえばオーストリアでは極左政党や極右政党を政権に入れないために左右の大政党が大連立を組むこともしばしばであった（過激政党の進出を防ぐこうした例は「Cordon Sanitaire（防疫線）」と呼ばれる）。また、イスラエルではいくつかの内閣で小政党が自らの主張を通すためにより、広い幅の連立を組んで政権に入る例があった。

### 選挙制度を理由とする大連立
以上二つのほかに、小選挙区比例代表併用制や完全比例代表制といった、比例代表制度がメインとなっている選挙制度の場合は、議会第一党による単独過半数が起きず、連立内閣が基本となり、議会第一党と議会第二党となる中道右派左派の二大政党による大連立内閣が起こりやすい。小選挙区比例代表併用制と定めてから一度も議会で議会第一党による単独過半数の選挙結果となったことが無いドイツ連邦共和国のように、政権発足不可能の事態を防ぐためという政治目的から大連立が組まれている。毎回、政策の大きく異なる政党が、選挙結果ごとに数ヶ月かけて連立内閣を発足させる必要がある。2005年総選挙でもキリスト教民主同盟（CDU）・キリスト教社会同盟（CSU）連立と、ドイツ社会民主党（SPD）の獲得議席がどちらも通常の連立では過半数を確保できず、大連立を組んだ。 オランダでは2021年3月に総選挙が行われたが、選挙から約半年後の9月30日時点でもまだ政権の発足がなされていない。ベルギーは2010年6月の総選挙後から政権樹立までに541日を費やしたことは、世界記録となっている。2017年のドイツ連邦共和国総選挙では、新政権が誕生したのは選挙から6カ月後であり、数々の連立交渉が失敗に終わった後だった。毎回連立政権となるドイツでは、2021年総選挙への世論調査では結果に満足したと答えた有権者はわずか37％だった。その逆に、58％があまり満足していないか、全く満足していないと回答した。逆に単純小選挙区制(小選挙区制度のみで比例代表枠が無い)であるイギリスでは、2010年に1970年代以降では久方ぶりの単独過半数議席を獲得した政党がなかったことがニュースになるほどに、大連立が成立しうる状況は稀である。

## 大連立頻発時の弊害

### 議会解散権制限の弊害
ドイツでは任期満了、または首相信任の不成立でしか早期選挙を行えない。制限された理由として、ヴァイマル共和政時代の政治的混乱の経験から、基本的に議会解散をしにくい制度になっているためである。そのため、必然的に選挙後に数ヶ月かけて、政策の大きく異なる政党による連立政権を成立させる必要がある。対して、首相権限で議会を解散できる制度の国（例えば2011年に任期固定議会法が制定される前のイギリス）であれば、議会第一党は少数与党状態でも短期間だけ政権を維持し、政権が過半数を取れていない「少数与党」の現状への民意を問うて、早期の総選挙に臨むケースが多い。イギリスでは選挙制度のため、現政権への賛成が多い場合は単独過半数の回復し、不支持が多い場合は議会第一党が代わり、政権交代が起こる。例えば1974年2月イギリス総選挙では「0.2%の僅差で保守党が第1党」という保守党と労働党は共に過半数に届かなかったハング・パーラメント状態となった。そのため、首相は解散権を行使した。その結果、同年10月のイギリス総選挙(1974年10月イギリス総選挙)で労働党がギリギリ単独過半数を獲得し、政権交代という形で少数与党状態が解消されている。

### 頻繁な大連立・大きく政策の異なる連立政権の弊害
ドイツのように選挙制度が比例代表メインであり、議会第一党が単独過半数を取り得ない国だと必ず連立政権となる。そして、基本的に中道右派第一党と中道左派第一党による「大連立」になってしまう。メルケル首相は左派第一党SPDとの大連立が失敗した際に、政策が異なることで対立するFDPと緑の党という両少数政党への配慮を余儀なくされている。
中道右派第一党と中道左派第一党の大連立政権には、寡頭政治という不満が溜まること、与党両党の支持者の希望した政策すら実行されにくくなることなどもあり、連立与党以外の政党に対する投票（抗議票）が多くなりがちである。
二大政党による大連立や多党連立政権は、政権発足直後から支持を落とす傾向がある。極右政党の「ドイツのための選択肢(AfD)」の躍進には移民以外にも、二大政党の連立政権への不満が背景にある。2024年にはドイツ東部の地方選挙で大連立政権側は敗北し、大連立政権へ批判的な極右と極左政党が躍進した。

## 各国での大連立

### イギリス
- 1914年 - 1918年：自由党と保守党と労働党（挙国一致内閣）
- 1931年 - 1939年：保守党と自由党の大部分、労働党の一部（国民政府）
- 1939年 - 1945年：保守党と労働党と自由党（挙国一致内閣）

### 西ドイツ/ドイツ連邦共和国
ドイツ連邦共和国では、ドイツキリスト教民主同盟・社会同盟とドイツ社会民主党の2大政党の連立の事を指す。

### イスラエル
- 1967年 - 1970年
  - アラブ諸国、特にナーセル政権のエジプトによる軍事的圧力が高まったことから、中道左派のマパイ党（後の労働党）のレヴィ・エシュコル首相が右派のへルート党（後のリクード）などの政治家も内閣に招いて戦時の挙国一致内閣を結成。直後に発生した六日間戦争を乗り越えた。
- 1984年、1990年、2001年 - 2003年、2005年 - 2006年、ほか
  - リクードと労働党の二大政党が、政局運営を円滑にするために、80年代以降大連立を繰り返してきた。リクードのメナヘム・ベギン政権がレバノン内戦に介入するために起こした第一次レバノン戦争（英語版）（1982年）が国内外で激しい批判を浴びた上に泥沼状態となったことから、既存政党の支持が下落して小政党が乱立し、84年の総選挙結果が労働党：44議席、リクード：41議席と、その差が3議席と拮抗し、いずれの政党も連立政権が組めない勝者なき選挙と化したことから挙国一致内閣が実現した。首相は両党が交代で務める「輪番制」を適用。84年から86年までをシモン・ペレスが、86年から88年までをイツハーク・シャミールが務めた。2009年の総選挙でカディーマとリクードが1議席差に終わったことから、再びこの案が検討されている。
- 2020年 - ：リクードと青と白（挙国一致内閣）
  - 2019年4月の総選挙の結果、ベンヤミン・ネタニヤフ首相を支持する右派勢力と野党連合「青と白」、どちらも過半数を獲得するに至らず、その後2度を渡り総選挙を行うも結果は変わらなかった。しかし2020年に入ってから新型コロナウイルスの国内での感染が拡大し対応が急務となったことから、大連立が成立。ネタニヤフが2021年11月頃まで首相を1年半務めた後、青と白のベニー・ガンツ共同代表に首相職を譲る予定。

### スイス
- 1959年 - ：4大政党間の閣僚配分（「マジック・フォーミュラー」）

### オーストリア
- 1945年 - 1966年、1986年 - 2000年、2006年 - 2017年 ：オーストリア国民党とオーストリア社会民主党
  - オーストリアでは、戦間期の第一共和国における左右の二大政党が、国民議会での政争のみならず傘下の準軍事組織を使った武力衝突も行うなど国民を二分する抗争を深刻化させ、ついには民主主義の停止に至ったという苦い経験（オーストロファシズム、および1934年オーストリア内戦も参照）がある。このため、戦後復活した二大政党間には、政権を共有して対立の先鋭化を抑えようという強い動機があり、大連立という発想に至った。
  - 過激政党の進出を抑えるという動機も存在した。戦後間もなくの頃は共産主義勢力や民族主義勢力の議会進出を防ぐため、また、1980年代以降は極右民族主義のオーストリア自由党の進出を防ぐために左右の大連立が組まれた。2000-2006年は国民党が議会第一党となり、極右勢力との連立政権が成立したが、2006年の総選挙で社会民主党が第一党に返り咲き、大連立が復活した。
  - 2017年国民議会選挙の結果、国民党はオーストリア自由党との連立を選択したため、大連立は解消された。

### ブルガリア
- 2005年 - ：ブルガリア社会党、安定と進歩のための国民運動（英語版）、権利と自由運動

### ポルトガル
- 1985年 - 1987年：社会党と社会民主党の大連立（中央ブロック、Bloco Central）

### ギリシャ
- 2011年 - 2015年:全ギリシャ社会主義運動、新民主主義党、国民正統派運動[5]（挙国一致内閣）
  - 2010年欧州ソブリン危機およびギリシャ経済危機に伴い財政が危機に陥り政局が混乱し、大連立が成立。無所属のルーカス・パパデモスが首相になった。
  - 2015年1月ギリシャ議会総選挙の結果、急進左派連合を中心とする政権が成立したため、大連立は解消された。

### イタリア
- 2013年:中道左派と中道右派の2大政党などが閣僚を出す大連立[6]
  - 2013年11月、中道右派政党の分裂に伴い、大連立は解消された。
- 2021年:五つ星運動、民主党、イタリア・ヴィーヴァ、同盟、フォルツァ・イタリア[7]（挙国一致内閣）

### 日本
第二次若槻内閣
1931年の第2次若槻内閣の末期において、与党立憲民政党と野党第一党立憲政友会の連立が模索された。
大政翼賛会と戦後の大連立批判
大政翼賛会 (1940-1945) を中心とした翼賛体制は複数の政党が連立した体制ではなかったが（ただし帝国議会の院内会派は旧来のまま存続）、大連立には第二次世界大戦後の日本において大政翼賛会の強権政治的イメージと結びつけられた批判が生じることになった。
連合国軍占領期の大連立構想
第二次世界大戦終結後、GHQによる占領 (1945-1952) という異常事態への対応と日本共産党の台頭を阻止するために共産党以外の主要政党による大連立が模索されたこともあったが、日本自由党と日本社会党の政策の違いが大きかったことや、社会党左派を激しく嫌う吉田茂らの反発もあって、この構想は成立しなかった（第1次吉田内閣、片山内閣など）。
自社さ連立政権
1994年6月30日に成立した村山内閣では衆議院第2党の日本社会党と衆議院第1党の自由民主党が連立を組んだ。ただし社会党と新党さきがけの離脱後の旧連立陣営は既に新党を見据えた統一会派に向けて動いており、前回総選挙で激減した社会党の勢力は旧連立陣営を下回るものであった。
保保連合構想
1996年当時の自さ社連立による橋本政権下において、連立の中心をなす自民党と、野党第一党の新進党との間で浮上した連立政権構想。両党の反対派の声が大きく実現には至らなかった。構想失敗の影響もあって新進党は党内に混乱をきたし、翌年解党する。
2005年における小泉純一郎首相からの大連立提案
2005年9月下旬に当時の小泉純一郎首相が民主党代表に就任したばかりの前原誠司に連立を持ちかけたとされるもの。その後12月にもドイツにおける大連立の例を挙げながら言及したが、前原は「99.9%ない」と否定的な考えを表明した。2005年9月当時は自民党が第44回衆議院議員総選挙で歴史的な大勝を果たしたばかりで、公明党との連立政権は衆参とも圧倒的多数を支配する巨大与党となっており、小泉内閣の求心力はかつてないほど高まっていた。つまり国会情勢においては、その後ねじれ国会下で浮上した大連立とは異なり、必ずしも連立をする必要性は高くなかった。翌年9月限りの退陣を表明していた小泉の真意は定かでないが、憲法改正や構造改革の推進が念頭にあったともされる。
自民党・民主党の二大政党による連立構想としてはもっとも初期のものであるが、自民党側から一方的に持ち出されたもので、両党間で構想が共有されたわけではない。
2007年の自民・民主大連立構想
2007年の第21回参議院議員通常選挙で与党が過半数を割り込み国会がねじれ状態に陥ると、11月3日に自由民主党の総裁である福田康夫首相と野党である民主党の小沢一郎代表との間で、大連立構想が話し合われた。福田からの連立要請を小沢が受諾したという形になっているが、連立が浮上した経緯については十分に明らかになっていない。第21回参議院議員通常選挙で圧勝し、政権交代に向けて攻勢を強めていた小沢が突如大連立構想に乗ったことは大きな衝撃を与えた。しかしその後小沢が党の役員会に諮ったところ反対意見が大勢を占め拒否することとなった。
11月4日、小沢は混乱の責任を取り代表の辞任を表明したが、党内の慰留を受けて辞意を撤回した。
第22回参議院議員通常選挙以後の衆参ねじれ状態における大連立構想
2009年の総選挙で民主党が政権につくが、翌年の参院選で大敗を喫し、国会が再びねじれ状態に陥ると、民主党は国会情勢を打開するために様々な形で野党との協力を模索したが、その有力な選択肢として再び大連立の可能性が議論されるようになった。翌2011年3月11日に発生した東日本大震災を受け、与野党協力の機運が高まると、民主党代表の菅直人首相が自民党の谷垣禎一総裁に入閣を打診した。この時は谷垣が拒否し実現に至らなかった。その後、2012年には消費税法改正案を巡る議論の中で、野田佳彦第1次改造内閣の副総理を務める岡田克也から大連立が自民党に打診されるなど、2012年12月の政権交代時まで依然として大連立を模索する動きは続いていた。
2019年の自公国大連立構想
2019年7月の参議院選挙の結果、与党は改憲の発議に必要な2/3の議席を割ったことから、憲法改正に向けて、野党の協力が必要不可欠となった。このため、自民党は2019年夏頃、国民民主党の玉木雄一郎代表に、自公連立政権に国民民主党を加える「大連立政権」の樹立を打診した。「幻の大連立構想」とされる。